# Station Siegen
Station Siegen (Duits: Bahnhof Siegen) is een spoorwegstation in de Duitse plaats Siegen. Het station werd in 1861 geopend. Het station ligt aan de spoorlijn Siegen-Weidenau - Betzdorf.

## Treinverbindingen
| Serie | Treinsoort                          | Route | Bijzonderheden                                       |
| ----- | ----------------------------------- | --- | ---------------------------------------------------- |
| RE 9  | Regional-Express (DB Regio NRW)     | Aachen Hbf – Stolberg (Rheinl) Hbf – Eschweiler Hbf – Düren – Köln Hbf – Siegburg/Bonn – Hennef (Sieg) – Eitorf – Siegen         | Rhein-Sieg-Express                                   |
| RE 16 | Regional-Express (Abellio Rail NRW) | Essen Hbf – Bochum Hbf – Witten Hbf – Hagen Hbf – Hohenlimburg – Letmathe – [ Iserlohn ] / Werdohl – Kreuztal – Siegen           | Ruhr-Sieg-Express                                    |
| RE 99 | Regional-Express (HLB)              | Siegen – Dillenburg – Herborn (Dillkreis) – Wetzlar – Gießen – (Friedberg (Hess) – Frankfurt (Main) Hbf)                         | Main-Sieg-Express 1x per twee uur van/naar Frankfurt |
| RB 90 | Regionalbahn (HLB)                  | Limburg (Lahn) – Staffel – Hadamar – Wilsenroth – Westerburg – Altenkirchen (Westerw) – Au (Sieg) – Betzdorf (Sieg) – Siegen     |                                                      |
| RB 91 | Regionalbahn (Abellio Rail NRW)     | Hagen Hbf – Hohenlimburg – Letmathe – [ Iserlohn ] / Altena (Westfalen) – Werdohl – Plettenberg – Finnentrop – Kreuztal – Siegen | Ruhr-Sieg-Bahn                                       |
| RB 93 | Regionalbahn (HLB)                  | Bad Berleburg – Erndtebrück – Hilchenbach – Kreuztal – Siegen – Betzdorf (Sieg)                                                  | Rothaar-Bahn                                         |
| RB 95 | Regionalbahn (HLB)                  | Siegen – Haiger – Dillenburg | Sieg-Dill-Bahn                                       |